# Yampupata
Yampupata ist eine Ortschaft im Departamento La Paz im südamerikanischen Andenstaat Bolivien.

## Lage im Nahraum
Die Ortschaft Yampupata liegt im Cantón Zampaya im Municipio Copacabana in der Provinz Manco Kapac auf einer Höhe von 3835 m am Ufer des Titicaca-Sees. Die Ortschaft an der Nordspitze der Yampupata-Halbinsel ist Ausgangspunkt für Touristen-Ausflüge auf die einen Kilometer nordwestlich gelegene Isla del Sol (dt. Sonneninsel), deren archäologische Fundstätten eng mit der Inka-Mythologie verbunden sind.

## Geographie
Yampupata liegt auf dem bolivianischen Altiplano zwischen den Anden-Gebirgsketten der Cordillera Occidental im Westen und der Cordillera Central im Osten.
Die mittlere Durchschnittstemperatur der Region liegt bei 10 °C, der Jahresniederschlag beträgt etwa 600 mm. Die Region weist ein ausgeprägtes Tageszeitenklima auf, die Monatsdurchschnittstemperaturen schwanken nur unwesentlich zwischen 8 °C im Juli und 11 °C im Dezember. Die Monatsniederschläge liegen zwischen unter 10 mm in den Monaten Juni und Juli und etwa 100 mm von Dezember bis Februar.

## Verkehrsnetz
Yampupata liegt in einer Entfernung von 164 Straßenkilometern nordwestlich von La Paz, der Hauptstadt des gleichnamigen Departamentos.
Von La Paz führt die asphaltierte Nationalstraße Ruta 2 in nordwestlicher Richtung über Huarina nach San Pablo de Tiquina am Titicacasee, dort wird die See-Enge mit Booten überquert. Nach weiteren 40 Kilometern erreicht die Ruta 2 Copacabana. Von hier aus führt über 17 Kilometer eine unbefestigte Landstraße entlang der Küste in nordwestlicher Richtung bis nach Yampupata. 

## Bevölkerung
Die Einwohnerzahl der Ortschaft ist in dem Jahrzehnt zwischen den beiden letzten Volkszählungen um fast ein Drittel angestiegen:
| Jahr | Einwohner         | Quelle       |
| ---- | ----------------- | ------------ |
| 1992 | keine Detaildaten | Volkszählung |
| 2001 | 279               | Volkszählung |
| 2012 | 365               | Volkszählung |
| 2024 |                   | Volkszählung |

Die Region weist einen hohen Anteil an Aymara-Bevölkerung auf, im Municipio Copacabana sprechen 94,3 % der Bevölkerung die Aymara-Sprache.